# Озбилиз, Арас
Ара́с Озбили́з (арм. Արաս Զբիլիզյան, нидерл. Aras Özbiliz; 9 марта 1990, Бакыркёй, Стамбул, Турция) — армянский и нидерландский футболист, правый полузащитник; тренер. Выступал за сборную Армении.

## Ранние годы
Арас Озбилиз родился 9 марта 1990 года в районе Бакыркёй турецкой провинции Стамбул. Родители — армяне. Прадед игрока оказался единственным из девяти братьев, которому удалось выжить во времена Геноцида армян в Османской империи в начале прошлого века. В борьбе за выживание осиротевшему мальчику приходилось прятаться по подвалам, с трудом добывать себе пропитание, но самое главное – не произносить ни слова по-армянски. Родной язык ребенок, между тем, не забыл. Озбилиз говорил:
Мои предки родились и проживали в Западной Армении в городе Тигранакерт, территория, которая отошла Турции после Геноцида армян в Османской Империи. Потом перебрались в Стамбул, где я и родился. Папа рассказывал мне и близким семьи много историй, которые ему рассказывали его отец, дедушка. Но я бы не хотел предавать их огласке.
Родовая фамилия футболиста — Збилизян, Озбилиз — это турецкая адаптация фамилии. Брат Даниэл Озбилиз также футболист. В начале 1990-х годов они эмигрировали из Турции в Нидерланды. С пяти лет он играл в футбол за детскую команду ХВВ «Холландия» из города Хорн. Когда ему исполнилось восемь лет, Арас перешёл в детскую команду амстердамского «Аякса». Выступая уже за юношескую команду амстердамцев, Озбилиз получил серьёзные травмы: сначала разрыв крестообразных связок колена, после которой ему потребовалась операция, а затем травму плеча.

## Клубная карьера

### «Аякс»
В феврале 2009 года «Аякс» заключил с Озбилизом контракт на два с половиной года. 9 июня того же года атакующий полузащитник был признан самым талантливым молодым игроком в команде. Благодаря отличному выступлению за молодёжный состав Озбилиз был включён в основной состав на предстоящий сезон 2010/11.

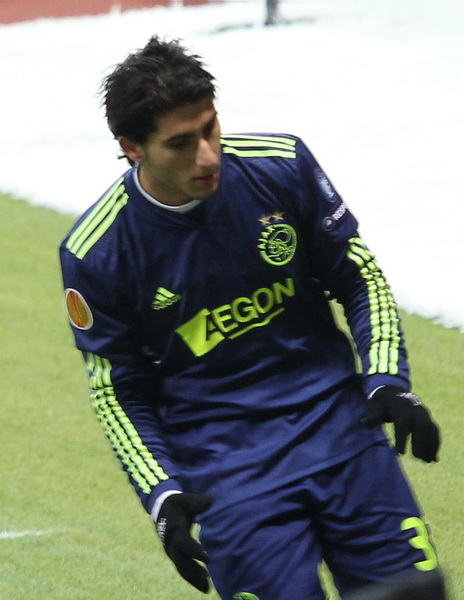
В матче Лиги Европы против «Спартака»

В ноябре 2010 года Арас дважды попадал в заявку на матч, сначала на игру чемпионата против ПСВ, а затем и на матч Лиги чемпионов против «Реала», однако на поле так и не вышел. Ожидавшийся дебют игрока состоялся 28 ноября в гостевой игре против «ВВВ-Венло». На поле 20-летний футболист появился сразу после перерыва, заменив финского полузащитника Тему Тайнио. Озбилиз серьёзно усилил игру на левом фланге полузащиты, прибавив в первую очередь в скорости. «Аякс» одержал победу со счётом 0:2, а сам Арас получил высокую оценку со стороны Мартина Йола. Уже в следующем матче чемпионата, состоявшемся 4 декабря, Озбилиз вышел в стартовом составе.
За несколько дней до матча Лиги чемпионов с итальянским «Миланом» Арас заболел гриппом, и поэтому он не смог дебютировать в главном еврокубковом турнире. К этому времени исполняющим обязанности главного тренера был назначен Франк де Бур, так как Мартин Йол ушёл в отставку ещё до матча с «Миланом». Возвращение Озбилиза на поле состоялось уже в следующей игре «Аякса», которая состоялась 12 декабря против «Витесса». Примечательно, что Арас вышел на поле вместо дебютанта команды Лоренцо Эбесилио. 22 декабря Франк де Бур огласил список игроков, заявленных на предстоящий матч Кубка Нидерландов с АЗ. Среди 18 игроков была и фамилия Араса, однако в стартовый состав на игру он не попал, и появился лишь в конце матча на 89-й минуте вместо автора победного гола Миралема Сулеймани.

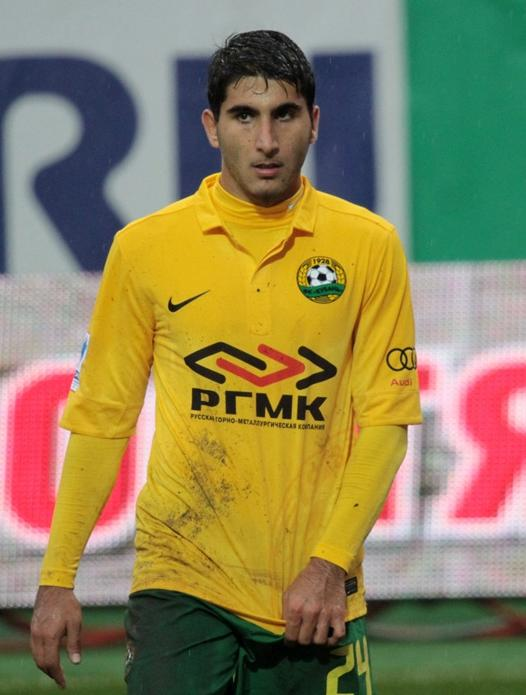
Озбилис в составе «Кубани»

В январе 2011 года Арас вместе с командой отправился на сбор в Турцию, где они провели два товарищеских матча — против немецкого «Гамбурга» и турецкого «Галатасарая». В обоих матчах Озбилиз выходил на замену во втором тайме.
14 апреля Арас продлил свой истекающий летом контракт ещё на три сезона, до 30 июня 2014 года.

### «Кубань»
4 мая 2012 года пресс-служба «Кубани» объявила о том, что «жёлто-зелёные» ведут переговоры о приобретении Озбилиза. Однако лишь 8 августа об этом трансфере было объявлено официально. Контракт был подписан на 4 года.
Дебют за «Кубань» состоялся 20 августа 2012 года в матче против владикавказской «Алании» — вышел на поле на 81-й минуте вместо Давида Цораева. 2 сентября 2012 года Озбилиз забил свой первый мяч на 93-й минуте встречи и тем самым помог «Кубани» одолеть на выезде московское «Динамо». В первой части сезона 2012/13 в чемпионате России Озбилиз забил ещё 6 мячей.

### «Спартак» Москва
После удачного сезона в «Кубани» появились слухи, что интерес к Озбилизу проявил московский «Спартак». 26 июля 2013 года футболист подписал пятилетний контракт со «Спартаком». 29 августа 2013 года Озбилиз забил свой первый гол за «Спартак» в ответном матче раунда плей-офф Лиги Европы в ворота швейцарского «Санкт-Галлена». 22 сентября забил первый гол в чемпионате за «Спартак» в ворота ЦСКА.
В мае 2014 года в матче сборной Озбилиз получил тяжелую травму — разрыв передней крестообразной связки левого колена. 11 июня он был прооперирован в римской клинике «Вилла Стюарт», в сентябре был прооперирован повторно. В апреле 2015 года главный тренер «Спартака» Мурат Якин отправил его в дублирующий состав команды из-за недолеченной травмы; сам игрок заявил, что он полностью вылечил колено и на 100 % готов выступать. Чуть позже Озбилиз допустил возможность, что это может быть связано с тем, что он — армянин, а Якин — этнический турок, тем более, что он, по словам полузащитника, «сообщил мне (об отправке игрока в дубль команды) как раз в день столетней годовщины геноцида армян в Османской империи».

### «Бешикташ» и аренды
В январе 2016 года подписал контракт с «Бешикташем» на 4,5 года и через несколько дней был отдан в аренду в испанский клуб «Райо Вальекано», за который до конца чемпионата провёл три матча. В феврале 2018 был арендован до конца сезона молдавским клубом «Шериф», сыграл четыре матча. В августе 2018 был отдан в аренду в клуб чемпионата Нидерландов «Виллем II». В 14 играх забил один гол. 4 апреля 2019 года арендный договор был расторгнут после того, как Озбилис отказался выходить на замену 30 марта в матче против «Фортуны». В чемпионате Турции за это время провёл одну игру — 20 августа 2016 года в домашнем матче против «Аланьяспора» (4:1) вышел на замену на 83-й минуте.

## Статистика выступлений
| Клуб                    | Сезон            | Чемпионат | Чемпионат | Кубки | Кубки | Еврокубки | Еврокубки | Итого | Итого |
| Клуб                    | Сезон            | Игры      | Голы      | Игры  | Голы  | Игры      | Голы      | Игры  | Голы  |
| ----------------------- | ---------------- | --------- | --------- | ----- | ----- | --------- | --------- | ----- | ----- |
| Аякс                    | 2010/11          | 14        | 1         | 3     | 0     | 3         | 0         | 20    | 1     |
| Аякс                    | 2011/12          | 12        | 1         | 2     | 0     | 2         | 1         | 16    | 2     |
| Аякс                    | Итого            | 26        | 2         | 5     | 0     | 5         | 1         | 36    | 3     |
| Кубань                  | 2012/13          | 22        | 9         | 2     | 0     | —         | —         | 24    | 9     |
| Кубань                  | 2013/14          | 2         | 2         | 0     | 0     | 0         | 0         | 2     | 2     |
| Кубань                  | Итого            | 24        | 11        | 2     | 0     | 0         | 0         | 26    | 11    |
| Спартак (Москва)        | 2013/14          | 27        | 3         | 2     | 0     | 1         | 1         | 30    | 4     |
| Спартак (Москва)        | 2014/15          | 1         | 0         | 0     | 0     | 0         | 0         | 1     | 0     |
| Спартак (Москва)        | 2015/16          | 7         | 0         | 2     | 1     | 0         | 0         | 9     | 1     |
| Спартак (Москва)        | Итого            | 35        | 3         | 4     | 1     | 1         | 1         | 40    | 5     |
| Райо Вальекано (аренда) | 2015/16          | 3         | 0         | 0     | 0     |           |           | 3     | 0     |
| Райо Вальекано (аренда) | Итого            | 3         | 0         | 0     | 0     |           |           | 3     | 0     |
| Бешикташ                | 2015/16          | 0         | 0         | 0     | 0     | 0         | 0         | 0     | 0     |
| Бешикташ                | 2016/17          | 1         | 0         | 3     | 0     | 0         | 0         | 4     | 0     |
| Бешикташ                | 2017/18          | 0         | 0         | 1     | 1     | 0         | 0         | 1     | 1     |
| Бешикташ                | 2018/19          | 0         | 0         | 0     | 0     | 0         | 0         | 0     | 0     |
| Бешикташ                | Итого            | 1         | 0         | 4     | 1     | 0         | 0         | 5     | 1     |
| Шериф (аренда)          | 2018             | 4         | 0         | 0     | 0     | 0         | 0         | 4     | 0     |
| Виллем II (аренда)      | 2018/19          | 14        | 1         | 3     | 1     | –         | –         | 17    | 2     |
| Пюник                   | 2019/20          | 11        | 5         | 0     | 0     | 0         | 0         | 11    | 5     |
| Пюник                   | 2020/21          | 6         | 0         | 1     | 0     | –         | –         | 7     | 0     |
| Пюник                   | 2021/22          | 0         | 0         | 0     | 0     | –         | –         | 0     | 0     |
| Пюник                   | 2022/23          | 9         | 1         | 1     | 0     | 3         | 1         | 13    | 2     |
| Пюник                   | Итого            | 26        | 6         | 2     | 0     | 3         | 1         | 31    | 7     |
| Урарту                  | 2022/23          | 7         | 2         | 2     | 2     | –         | –         | 9     | 4     |
| Урарту                  | 2023/24          | 11        | 3         | 1     | 0     | 4         | 0         | 16    | 3     |
| Урарту                  | Итого            | 18        | 5         | 2     | 2     | 4         | 0         | 25    | 7     |
| Всего за карьеру        | Всего за карьеру | 151       | 27        | 22    | 4     | 13        | 3         | 186   | 34    |

(откорректировано по состоянию на 8 ноября 2023)

## Карьера в сборной

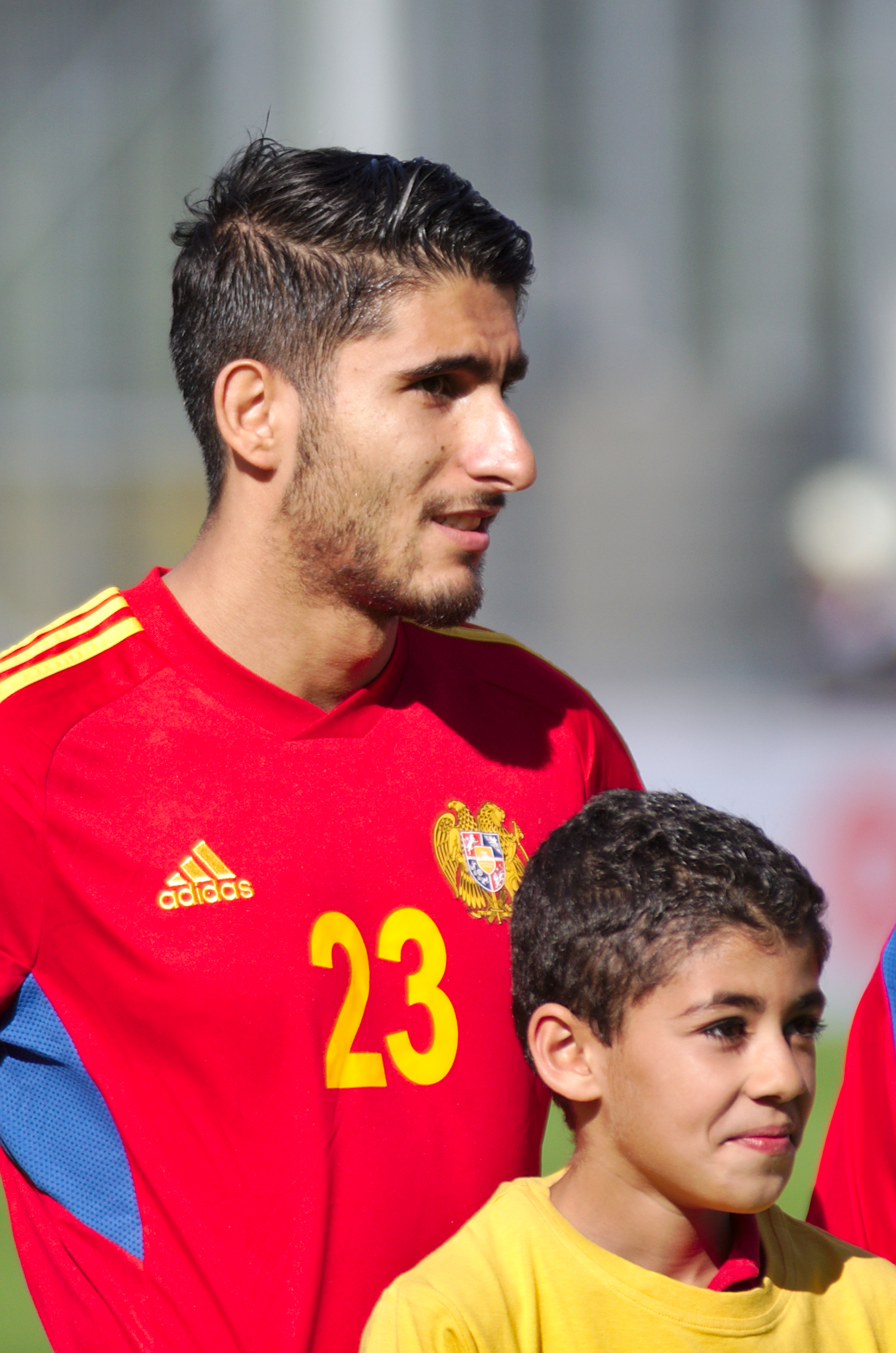
Озбилиз в форме сборной Армении

В середине мая 2010 года Арас Озбилиз получил приглашение Федерации футбола Армении принять участие в сборе молодёжной сборной Армении. По словам самого футболиста, он никогда не был в Армении, но надеется закрепиться в молодёжной сборной. В столицу Армении Арас прибыл вечером 30 мая; он сразу начал тренироваться в составе ереванского «Пюника», чтобы дать возможность главному тренеру команды и сборной Армении Вардану Минасяну поближе с ним познакомиться. На тренировках Озбилиза присутствовал также тренер молодёжной команды Армении датчанин Флемминг Серрицлев, он отметил, что Арас произвёл на него хорошее впечатление, однако в настоящее время он не может выступать за сборную, так как у него есть проблемы с документами.
В начале февраля 2011 года главный тренер сборной Армении Вардан Минасян заявил, что Озбилиз выбирает между сборными Нидерландов и Армении. Чтобы уговорить футболиста выступать за Армению, в Нидерланды на переговоры с Арасом отправился вице-президент Федерации футбола Армении Ашот Манукян. Тот в свою очередь сообщил, что Озбилиз не спешит с выбором национальной команды, и скорее всего не поможет сборной Армении в матче с Россией. Вице-президент Федерации футбола Армении также подчеркнул, что вопрос о получении гражданства Армении у Озбилиза может быть решён на уровне президента страны.
В конце марта футболист изъявил желание выступать за сборную Нидерландов, как заявил сам Озбилиз, у него есть шанс прогрессировать, поэтому он выбрал «оранжевых». Но в начале июня, Арас принял решение выступать за сборную Армении, а также попросил не привлекать его на матч с Россией. Сам он, объяснил это тем, что он мало тренировался. В августе Озбилиз был вызван на товарищеский матч с Литвой, который должен был состояться 10 августа в Каунасе, но в стартовый состав он не попал и даже не вышел на замену, ещё до матча его участие было под вопросом, так как 21-летний игрок испытывал боль в спине; игра завершилась поражением армянской сборной со счётом 3:0.
В начале октября Арас попал в заявку сборной Армении на матч с Македонией, который прошёл 7 октября. 4 октября 2011 года Арас Озбилис указом президента Армении Сержа Саркисяна получил гражданство Армении и стал игроком национальной сборной. Озбилиз от президента Федерации футбола Армении Рубена Айрапетяна получил футболку сборной Армении под номером 23.
29 февраля 2012 года Озбилиз дебютировал за сборную Армении во время товарищеского матча с Канадой и отметился голом в ворота противника.

### Матчи и голы за сборную Армении
| Матчи и голы Озбилиза за сборную Армении | Матчи и голы Озбилиза за сборную Армении | Матчи и голы Озбилиза за сборную Армении | Матчи и голы Озбилиза за сборную Армении | Матчи и голы Озбилиза за сборную Армении | Матчи и голы Озбилиза за сборную Армении |
| №                                        | Дата                                     | Оппонент                                 | Счёт                                     | Голы Озбилиза                            | Соревнование                             |
| ---------------------------------------- | ---------------------------------------- | ---------------------------------------- | ---------------------------------------- | ---------------------------------------- | ---------------------------------------- |
| 1                                        | 29 февраля 2012                          | Канада                                   | 3:1                                      | 1                                        | Товарищеский матч                        |
| 2                                        | 15 августа 2012                          | Беларусь                                 | 1:2                                      | —                                        | Товарищеский матч                        |
| 3                                        | 8 сентября 2012                          | Мальта                                   | 1:0                                      | —                                        | Отборочные матчи ЧМ-2014                 |
| 4                                        | 11 сентября 2012                         | Болгария                                 | 0:1                                      | —                                        | Отборочные матчи ЧМ-2014                 |
| 5                                        | 11 сентября 2012                         | Италия                                   | 1:3                                      | —                                        | Отборочные матчи ЧМ-2014                 |
| 6                                        | 14 ноября 2012                           | Литва                                    | 4:2                                      | 1                                        | Товарищеский матч                        |
| 7                                        | 5 февраля 2013                           | Люксембург                               | 1:1                                      | —                                        | Товарищеский матч                        |
| 8                                        | 26 марта 2013                            | Чехия                                    | 0:3                                      | —                                        | Отборочные матчи ЧМ-2014                 |
| 9                                        | 7 июня 2013                              | Мальта                                   | 0:1                                      | —                                        | Отборочные матчи ЧМ-2014                 |
| 10                                       | 11 июня 2013                             | Дания                                    | 4:0                                      | 1                                        | Отборочные матчи ЧМ-2014                 |
| 11                                       | 11 октября 2013                          | Болгария                                 | 2:1                                      | 1                                        | Отборочные матчи ЧМ-2014                 |

Итого: 11 матчей / 4 гола; 5 победы, 1 ничья, 5 поражений.
(откорректировано по состоянию на 11 октября 2013 года)

## Достижения

### Командные
Аякс
- Чемпион Нидерландов (2): 2010/11, 2011/12
- Финалист Кубка Нидерландов: 2010/11
- Финалист Суперкубка Нидерландов: 2012

 Бешикташ
- Чемпион Турции (1): 2016/17

 Пюник
- Чемпион Армении (1): 2021/22

 Урарту
- Чемпион Армении (1): 2022/23
- Обладатель Кубка Армении: 2022/23

### Личные
- Молодой талант года ФК «Аякс»: 2009